# Beuchat
Beuchat國際，簡稱為Beuchat，於1934年在法國馬賽成立，一直致力於潛水器材的設計、生產及推廣，現已成為享負盛名的國際品牌。

## 業務
Beuchat業務分三個主要範圍
- 水肺潛水：休閒、專業及軍事潛水
- 水底狩獵及自由潛水
- 浮潛

## 由成立至今的歷史

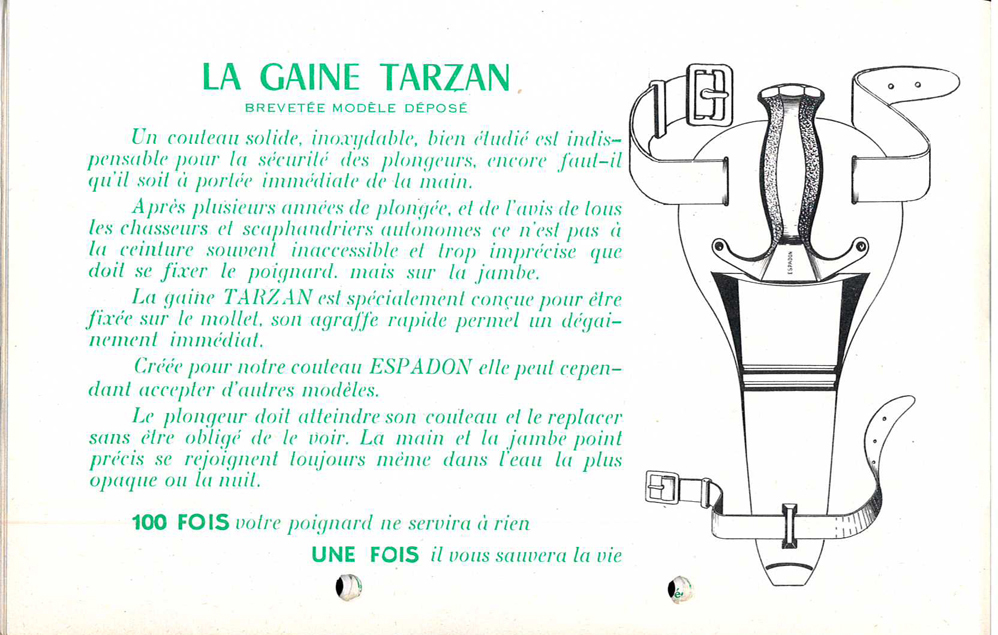
泰山潛水刀

公司始創於1934年，由瑞士製錶名家的後人乔治·伯沙成立。乔治·伯沙不單是一代潛水先驅，並是於1948年建立的法國水下協會之創辦人之一。
過去的75年來，公司曾使用不同名稱，例如：“Pêche Sport”、“Beuchat”、“Beuchat Sub”及“Beuchat International”。
乔治·伯沙於1982年將業務售予Alvarez de Toledo家族，另於2002年開始由Margnat家族接管。
Beuchat是一間國際公司，最初由乔治·伯沙率先帶產品跨出法國，行銷全球。於七十年代，他更劍魚設計成Beuchat商標，時至今天，每件產品都可發現蹤影。
過去七十五年來，Beuchat一直透過設計、創意及銷售新產品帶動水底活動潮流。

## Beuchat產品發展時序
- 1947：泰山魚槍
- 1948：水面浮標
- 1950：泰山潛水相機殼
- 1950：泰山潛水刀
- 1953：首件保溫膠衣

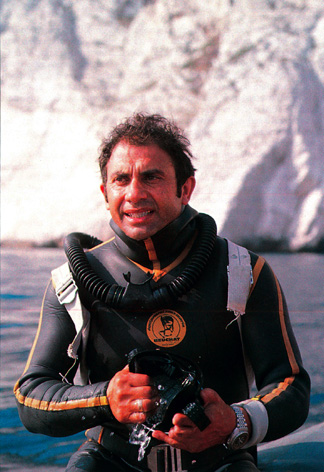
Albert Falco泰山潛水衣

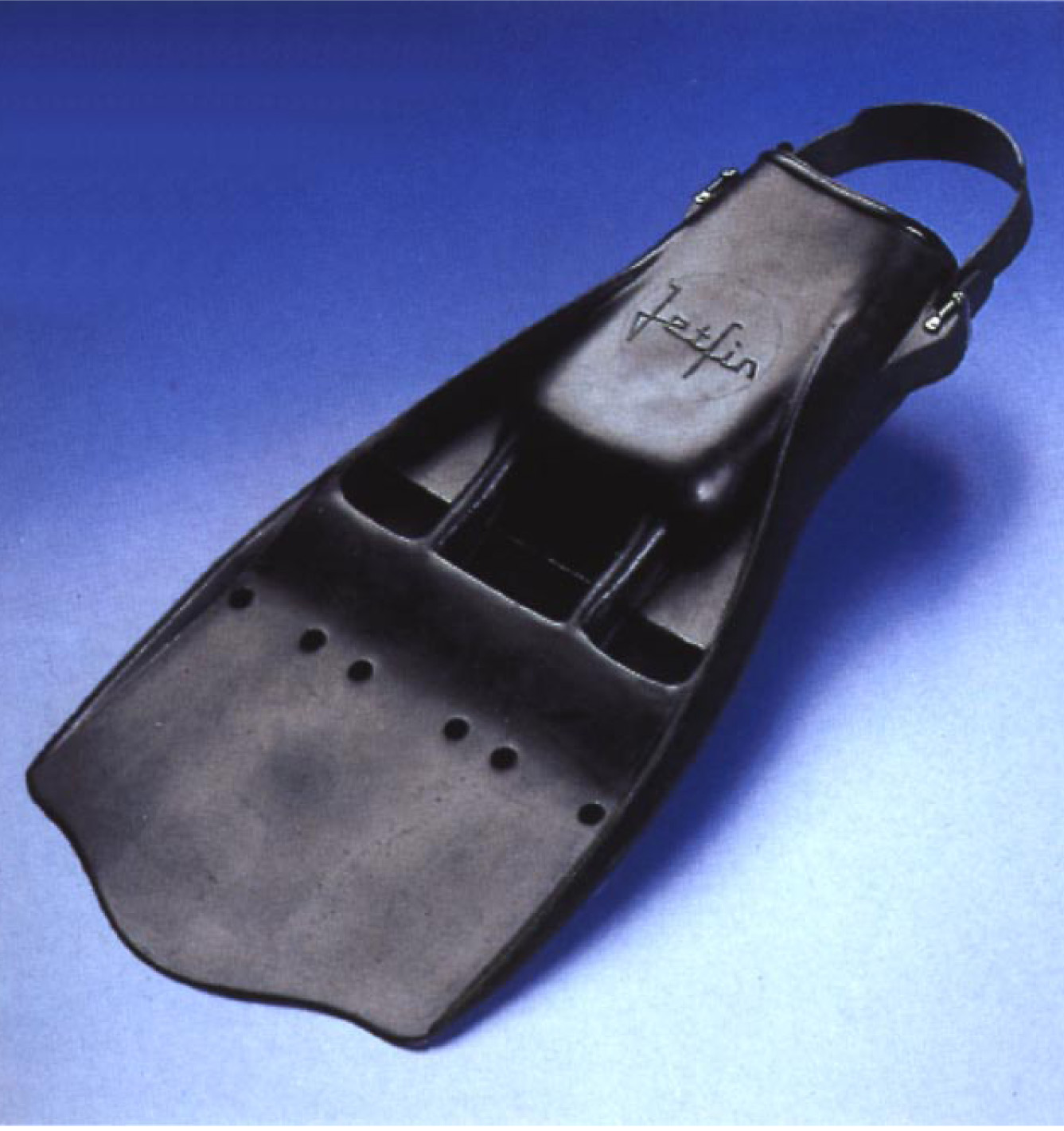
Jetfins

- 1958：Compensator（單窗面鏡）
- 1960：Espadon蛙鞋
- 1963：泰山潛水衣
- 1964：Jetfins（首對設有水孔的蛙鞋，首數年已售出超過100,000對）
- 1964：Souplair呼吸調節器
- 1975：Marlin魚槍
- 1978：Atmos呼吸調節器
- 1985：Lyfty ruff buoy
- 1986：Aladin電腦發行
- 1990：收購Cavalero業務
- 1993：Oceane浮標
- 1998：CX1，第一隻法國潛水電腦（Comex Algorythm, French Labor Ministry certified）
- 2001：Mundial打魚蛙鞋
- 2007：Focea Comfort II潛水膠衣
- 2007：Power Jet蛙鞋
- 2008：Masterlift Voyager浮量控制器
- 2009：VR 200 Evolution呼吸調節器
- 2009：75週年誌慶，推出週年紀念限量版膠衣

## Beuchat水中狩獵
自成立以來，Beuchat一直在生產水中狩獵器材方面處於領導位置，並曾為多位比賽者如Pedro Carbonell、Sylvain Pioch、Pierre Roy、Ghislain Guillou及Vladimir Dokuchajev贏得多項國家及世界殊榮。

## 其他

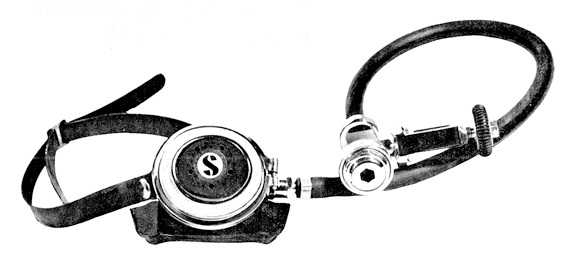
Souplair 呼吸調節器

Georges Beuchat於1961年榮獲Exportation Award。
Scubapro的“S”商標乃源自Beuchat的“Souplair”呼吸調節器。

## 外部連結
- （法文）Beuchat官網（页面存档备份，存于）